# Санькаси
Санька́си (рос. Санькасы, чув. Санькасси) — присілок у складі Красноармійського району Чувашії, Росія. Входить до складу Яншихово-Челлинського сільського поселення.
Населення — 101 особа (2010; 101 у 2002).
Національний склад:
- чуваші — 100 %